# Мрежово прикачено хранилище
Мрежово прикачено хранилище (на английски: Network-attached storage, съкратено NAS) е специализиран компютър за съхранение на файлове в компютърна мрежа, предоставящ достъп на клиентите от мрежата. От гледна точка на своя хардуер, софтуер или конфигурация NAS е файлов сървър. Обикновено се произвежда под формата на специален компютър, сглобен за целта. NAS системите са мрежови устройства, които съдържат едно или повече устройства за съхранение, често подредени в логически RAID масиви. Мрежовото прикачено хранилище премахва отговорността за доставяне на файлове от други сървъри в мрежата. Обикновено предоставя достъп до файловете, използвайки мрежови протоколи за файлообмен като NFS, SMB/CIFS или AFP. От средата на 1990-те години NAS устройства започват да добиват популярност като удобен метод за споделяне на файлове между множество компютри. Потенциалните ползи от този вид съхранение, в сравнение със сървърите с общо предназначение, включват по-бърз достъп до данните, по-лесна администрация и по-просто конфигуриране.
Твърдите дискове с „NAS“ в името са функционално подобни на останалите дискове, но могат да имат различен фърмуер или толеранс към вибрации, правещи ги по-подходящи за RAID масиви, които често се използват в NAS имплементациите. Например, някои NAS версии на дискове поддържат командно разширение, позволяващо разширеното възстановяване от грешки да бъде изключено. Когато не се използва RAID, дискът може да се забави значително при прочитането на проблематичен блок, дори по принцип това да отнема няколко секунди. NAS дисковете могат да бъдат използвани безпроблемно като външен диск, без да са нужни допълнителни настройки, тъй като той просто поддържа повече опции от обикновените дискове.

## Описание
NAS системата е компютър, свързан към мрежа, който се използва само за файлово съхранение и услуги към другите устройства в мрежата. Макар на NAS системата технически да е възможно да се изпълнява и друг софтуер, тя обикновено не е проектирана да бъде сървър с общо предназначение. Например, NAS обикновено нямат клавиатура или дисплей и се контролират и конфигурират по мрежата, често използвайки браузър. NAS системите съдържат един или повече дискове, често подредени в логически RAID масиви.
Пълнофункционална операционна система не е нужна за NAS устройството, така че обикновено се използва олекотена такава. Например, FreeNAS или NAS4Free, и двете с отворен код, са олекотена версия на FreeBSD.
Използват се протоколи като NFS, SMB/CIFS или AFP за обмен на данни. NAS рядко ограничава клиентите само до един протокол.

## Видове
Начинът, по който производителите правя NAS устройства, може да бъде класифициран в три типа:
1. Компютърно базиран NAS – на сървърен или персонален компютър се инсталира FTP/SMB/AFP или друг сървър. Консумацията на ток при този NAS е най-висока, но функциите му са най-мощни. Този тип устройства се правят от някои големи производители като Synology, QNAP, Thecus и Asustor. Максималната скорост на FTP трансфера варира в зависимост от процесора и оперативната памет.
2. NAS, базиран на вградена система – използва се ARM или MIPS процесорна архитектура и реално-времева операционна система (RTOS) или вградена операционна система за NAS сървър. Консумацията на ток на този тип NAS е средна и функциите му обикновено удовлетворяват повечето изисквания на крайния потребител. Marvell, Oxford и Oxford правят чипсети за този тип NAS. Максималната скорост по FTP варира от 20 MB/s до 120 MB/s.
3. NAS, базиран на ASIC – използвайки ASIC чип и хардуер за TCP/IP и файлова система. На чипа няма операционна система, тъй като всички операции се изпълняват от хардуерните вериги. Консумацията на ток е ниска, а функциите са ограничени само до поддръжка на SMB и FTP. LayerWalker е единственият производител на чипсети на този тип NAS. Максималната скорост на FTP трансфера е 40 MB/s.

## Сравнение със SAN
NAS предоставя както съхранение, така и файлова система. Това често се сравнява със SAN (мрежа за съхранение на данни), която предоставя само съхранение на блокове и оставя грижата за файловата система на клиентската страна. SAN протоколите включват Fibre Channel, iSCSI, ATA over Ethernet и HyperSCSI.
Един начин за свободна концептуализация на разликите между NAS и SAN е това, че NAS изглежда като файлов сървър за клиента, докато диск в SAN изглежда като диск за клиента и може да бъде форматиран или монтиран.
NAS и SAN не са взаимно изключващи се и могат да бъдат комбинирани, като така се постига наличност на файлови (NAS) и блокови (SAN) протоколи на една система. Пример за това е Openfiler, свободен софтуер, наличен за Линукс системи.

## История
В началото на 1980-те години екип от учени в Нюкасълския университет демонстрират и разработва отдалечен файлов достъп чрез ред UNIX машини. През 1984 г. Sun Microsystems издават своя NFS протокол, който позволява на мрежови сървъри да споделят данните си със свързани клиенти.
Вдъхновени от успеха на файловите системи, IBM и Sun започват разработка по няколко специализирани файлове сървъра. Докато 3Com е сред първите компании, създали NAS за настолните операционни системи, Auspex Systems е една от първите разработили специален NFS сървър за потребителите на UNIX пазара. След това се отваря пазара за собственически NAS устройства, които днес се доминират от NetApp и EMC Celerra. В началото на 21 век изникват много стартъпи, предлагащи алтернативни решения под формата на NAS клъстъри.
През 2009 г. CTERA Networks и Netgear започват да въвеждат онлайн бекъп решения, интегрирани в техните NAS устройства, което позволява онлайн възстановяване след бедствие (на английски: disaster recovery).